# Lista dos discos mais vendidos no Brasil por ano
Esta é a lista dos discos mais vendidos no Brasil de cada ano, que são as maiores vendas de artistas nacionais e internacionais no Brasil, de acordo com a Pro-Música Brasil.

## Anos

### 2000
CD
| Posição | Artista                   | Álbum                                      |
| ------- | ------------------------- | ------------------------------------------ |
| 1       | Vários                    | "Laços de Família Internacional"           |
| 2       | Sandy & Junior            | "Quatro Estações O Show"                   |
| 3       | Leonardo                  | "Quero Colo"                               |
| 4       | Roberto Carlos            | "Amor Sem Limite"                          |
| 5       | Marisa Monte              | "Memórias, Crônicas e Declarações de Amor" |
| 6       | Zezé Di Camargo & Luciano | "Zezé Di Camargo & Luciano"                |
| 7       | Frank Aguiar              | "Um Show de Forró - Vol. V"                |
| 8       | Frank Aguiar              | "Um Show de Forró - Vol. IV"               |
| 9       | Eliana                    | "Eliana 2000"                              |
| 10      | KLB                       | "KLB"                                      |

### 2001
CD
| Posição | Artista                   | Álbum                     |
| ------- | ------------------------- | ------------------------- |
| 1       | Roberto Carlos            | Acústico                  |
| 2       | Xuxa                      | Xuxa só para Baixinhos 2  |
| 3       | Bruno & Marrone           | Acústico ao Vivo          |
| 4       | Eliana                    | Eliana 2001               |
| 5       | Sandy & Junior            | Sandy & Junior            |
| 6       | Zezé Di Camargo & Luciano | Zezé Di Camargo & Luciano |
| 7       | Daniel                    | Ao Vivo (CD Duplo)        |
| 8       | Padre Marcelo Rossi       | Paz                       |
| 9       | Adriana Calcanhoto        | Perfil                    |
| 10      | Leonardo                  | Todas as Coisas do Mundo  |

### 2002
CD
| Posição | Artista                   | Álbum                        |
| ------- | ------------------------- | ---------------------------- |
| 1       | Xuxa                      | Xuxa Só Para Baixinhos 3     |
| 2       | Rouge                     | Popstar                      |
| 3       | Roberto Carlos            | Roberto Carlos 2002          |
| 4       | Vários                    | O Clone Internacional        |
| 5       | Tribalistas               | Tribalistas                  |
| 6       | Leonardo                  | Te Amo Demais                |
| 7       | Daniel                    | Um Homem Apaixonado          |
| 8       | Zéze Di Camargo & Luciano | Zéze Di Camargo & Luciano    |
| 9       | Sandy & Junior            | Sandy & Junior Internacional |
| 10      | Sandy & Junior            | Ao Vivo no Maracanã          |

### 2003
CD
| Posição | Artista                   | Álbum                          |
| ------- | ------------------------- | ------------------------------ |
| 1       | Vários                    | Mulheres Apaixonadas           |
| 2       | Roberto Carlos            | Pra Sempre                     |
| 3       | Xuxa                      | Xuxa Só Para Baixinhos 4       |
| 4       | Zezé Di Camargo & Luciano | Zezé Di Camargo & Luciano 2003 |
| 5       | Maria Rita                | Maria Rita                     |
| 6       | Vários                    | Celebridade                    |
| 7       | Bruno & Marrone           | Inevitável                     |
| 8       | Vários                    | Malhação                       |
| 9       | Charlie Brown Jr.         | Acústico MTV                   |
| 10      | Jota Quest                | MTV Ao Vivo                    |
| 11      | Leonardo                  | Brincadeira Tem Hora           |
| 12      | Tribalistas               | Tribalistas                    |
| 13      | Zeca Pagodinho            | Ao Vivo – MTV                  |
| 14      | Vários                    | Malhação Internacional         |
| 15      | Kid Abelha                | Acústico MTV                   |
| 16      | Br’oz                     | Br’oz                          |
| 17      | Rouge                     | C’est La Vie                   |
| 18      | Renato Russo              | Presente                       |
| 19      | Bruno & Marrone           | Sonhos, Planos e Fantasias     |
| 20      | Vários                    | Mulheres Apaixonadas Vol. 2    |

### 2004
CD
| Posição | Artista              | Álbum                            |
| ------- | -------------------- | -------------------------------- |
| 1       | Leonardo             | Leonardo Canta Grandes Sucessos  |
| 2       | Bruno e Marrone      | Inevitável                       |
| 3       | Ivete Sangalo        | MTV Ao Vivo                      |
| 4       | Bruno e Marrone      | Ao Vivo                          |
| 5       | Vários               | Malhação Internacional 2004      |
| 6       | Legião Urbana        | Como é Que Se Diz Eu Te Amo      |
| 7       | U2                   | How To Dismantle An Atomic Bomb  |
| 8       | Xuxa                 | Xuxa Só Para Baixinhos 5         |
| 9       | Teodoro e Sampaio    | Mulher Chorona Ao Vivo           |
| 10      | Legião Urbana        | Mais do Mesmo                    |
| 11      | Ara Ketu             | O melhor do Ara Ketu             |
| 12      | Zeca Pagodinho       | MTV Ao Vivo                      |
| 13      | Rio Negro e Solimões | De Bem Com A Vida Ao Vivo        |
| 14      | Vários               | Senhora do Destino Internacional |
| 15      | Vários               | Novelas Temas Italianos          |
| 16      | Jota Quest           | MTV Ao Vivo                      |
| 17      | Alcione              | Faz Uma Loucura Por Mim          |
| 18      | Daniel               | Em Qualquer Lugar do Mundo       |
| 19      | Legião Urbana        | As Quatro Estações Ao Vivo       |
| 20      | Paralamas do Sucesso | Uns Dias Ao Vivo                 |

### 2005
CD
| Posição | Artista                   | Álbum                                  |
| ------- | ------------------------- | -------------------------------------- |
| 1       | Ana Carolina              | Perfil                                 |
| 2       | Ivete Sangalo             | As Super Novas                         |
| 3       | Bruno e Marrone           | Meu Presente é Você                    |
| 4       | Zezé di Camargo e Luciano | Zezé di Camargo e Luciano 2005         |
| 5       | Maria Rita                | Segundo                                |
| 6       | Vários                    | Novela América                         |
| 7       | Xuxa                      | Xuxa Festa - XSPB 6                    |
| 8       | Roberto Carlos            | Roberto Carlos 2006                    |
| 9       | Vários                    | Summer Eletrohits                      |
| 10      | Leonardo                  | Leonardo Canta Grandes Sucesso - Vol.2 |
| 11      | Kid Abelha                | Acústico MTV                           |
| 12      | RBD                       | Rebelde (Edição Brasil)                |
| 13      | RBD                       | Rebelde (Edição Espanhol)              |
| 14      | Floribella                | Floribella Vol.1                       |
| 15      | O Rappa                   | O Silêncio Que Precede O Esporro       |
| 16      | Roupa Nova                | Roupa Nova Acústico                    |
| 17      | Vários                    | América Rodeio                         |
| 18      | Vários                    | Alma Gêmea                             |
| 19      | O Rappa                   | Acústico MTV                           |
| 20      | Marjorie Estiano          | Marjorie Estiano                       |

### 2006
CD
| Posição | Artista                   | Álbum                    |
| ------- | ------------------------- | ------------------------ |
| 1       | Padre Marcelo Rossi       | Minha Benção             |
| 2       | Caio Mesquita             | Jovem Brazilidade        |
| 3       | RBD                       | Nuestro Amor             |
| 4       | Roberto Carlos            | Duetos                   |
| 5       | Ana Carolina              | Estampado                |
| 6       | Bruno e Marrone           | Ao Vivo Em Goiânia       |
| 7       | Vários                    | Bem Funk - Dj Malboro    |
| 8       | Zezé di Camargo e Luciano | Diferente                |
| 9       | Kid Abelha                | Acústico MTV             |
| 10      | Jota Quest                | MTV Ao Vivo              |
| 11      | Vários                    | Belíssima Internacional  |
| 12      | Marisa Monte              | Infinito Particular      |
| 13      | Marisa Monte              | Universo Ao Meu Redor    |
| 14      | RBD                       | Nosso Amor REBELDE       |
| 15      | RBD                       | Live In Hollywood        |
| 16      | Ana Carolina              | Dois Quartos             |
| 17      | Mayck e Lyan              | Defendendo A Tradição    |
| 18      | Vários                    | Páginas da Vida          |
| 19      | Skank                     | MTV Ao Vivo              |
| 20      | Vários                    | Páginas da Vida Nacional |

### 2009
CD
| Posição | Artista                   | Álbum                           |
| ------- | ------------------------- | ------------------------------- |
| 1       | Padre Fábio de Melo       | Iluminar                        |
| 2       | Zezé Di Camargo & Luciano | Zezé Di Camargo & Luciano       |
| 3       | Beyoncé                   | I Am... Sasha Fierce            |
| 4       | Roberto Carlos            | Elas Cantam Roberto Carlos      |
| 5       | Vários                    | Promessas                       |
| 6       | Padre Fábio de Melo       | Eu e o Tempo                    |
| 7       | Victor & Leo              | Ao Vivo (CD Duplo)              |
| 8       | Padre Fábio de Melo       | Vida                            |
| 9       | Victor & Leo              | Ao Vivo em Uberlândia           |
| 10      | Victor & Leo              | Ao Vivo e em Cores em São Paulo |

### 2011
| Posição | Artista                     | Álbum                                  |
| ------- | --------------------------- | -------------------------------------- |
| 1.      | Padre Marcelo Rossi         | Ágape Musical                          |
| 2.      | Paula Fernandes             | Paula Fernandes: Ao Vivo               |
| 3.      | Paula Fernandes             | Pássaro de Fogo                        |
| 4.      | Luan Santana                | Ao Vivo no Rio                         |
| 5.      | Padre Robson                | Nos Braços do Pai                      |
| 6.      | Padre Fábio de Melo         | No Meu Interior Tem Deus: Ao Vivo      |
| 7.      | Padre Reginaldo Manzotti    | Milhões de Vozes ao Vivo               |
| 8.      | Adele                       | 21                                     |
| 9.      | Damares                     | Diamante                               |
| 10.     | Caetano Veloso e Maria Gadú | Multishow ao Vivo Caetano e Maria Gadú |
| 11.     | Beyoncé                     | 4                                      |
| 12.     | Rebeldes                    | Rebeldes                               |
| 13.     | Lady Gaga                   | Born This Way                          |
| 14.     | Marisa Monte                | O Que Você Quer Saber de Verdade       |
| 15.     | Justin Bieber               | Under the Mistletoe                    |
| 16.     | Ludmila Ferber              | O Poder da Aliança                     |
| 17.     | Victor & Leo                | Amor de Alma                           |
| 18.     | Seu Jorge                   | Músicas para Churrasco, Vol. 1         |
| 19.     | Padre Reginaldo Manzotti    | Em Deus um Milagre                     |
| 20.     | Amy Winehouse               | Back to Black                          |

Álbuns internacionais mais vendidos (anos 2010)
| Posição | Artista   | Album                |
| ------- | --------- | -------------------- |
| 1º      | Adele     | 21                   |
| 2º      | Lady Gaga | Born This Way        |
| 3º      | Beyoncé   | I Am... Sasha Fierce |